# Marillet
Marillet est une commune française située dans le département de la Vendée en région Pays de la Loire.
C'est la plus petite commune de la Vendée en nombre d'habitants.

## Géographie
Le territoire municipal de Marillet s’étend sur 421 hectares. L’altitude moyenne de la commune est de 95 mètres, avec des niveaux fluctuant entre 64 et 114 mètres,.
|              | Saint-Hilaire-de-Voust |                        |
| Puy-de-Serre | Marillet               | Le Busseau Deux-Sèvres |
|              | Faymoreau              |                        |

### Climat
Pour des articles plus généraux, voir Climat des Pays de la Loire et Climat de la Vendée.
En 2010, le climat de la commune est de type climat océanique altéré, selon une étude du CNRS s'appuyant sur une série de données couvrant la période 1971-2000. En 2020, Météo-France publie une typologie des climats de la France métropolitaine dans laquelle la commune est exposée à un climat océanique et est dans la région climatique  Poitou-Charentes, caractérisée par un bon ensoleillement, particulièrement en été et des vents modérés. 
Pour la période 1971-2000, la température annuelle moyenne est de 11,9 °C, avec une amplitude thermique annuelle de 14,5 °C. Le cumul annuel moyen de précipitations est de 876 mm, avec 13,4 jours de précipitations en janvier et 7 jours en juillet. Pour la période 1991-2020, la température moyenne annuelle observée sur la station météorologique de Météo-France la plus proche, sur la commune de Scillé à 7 km à vol d'oiseau, est de 12,1 °C et le cumul annuel moyen de précipitations est de 954,6 mm,. Pour l'avenir, les paramètres climatiques de la commune estimés pour 2050 selon différents scénarios d'émission de gaz à effet de serre sont consultables sur un site dédié publié par Météo-France en novembre 2022.

## Urbanisme

### Typologie
Au 1er janvier 2024, Marillet est catégorisée commune rurale à habitat très dispersé, selon la nouvelle grille communale de densité à sept niveaux définie par l'Insee en 2022.
Elle est située hors unité urbaine et hors attraction des villes,.

### Occupation des sols
L'occupation des sols de la commune, telle qu'elle ressort de la base de données européenne d’occupation biophysique des sols Corine Land Cover (CLC), est marquée par l'importance des territoires agricoles (91,7 % en 2018), en diminution par rapport à 1990 (92,9 %). La répartition détaillée en 2018 est la suivante : 
zones agricoles hétérogènes (41,1 %), terres arables (20,8 %), cultures permanentes (16,4 %), prairies (13,4 %), forêts (7,1 %), zones urbanisées (1,2 %). L'évolution de l’occupation des sols de la commune et de ses infrastructures peut être observée sur les différentes représentations cartographiques du territoire : la carte de Cassini (XVIIIe siècle), la carte d'état-major (1820-1866) et les cartes ou photos aériennes de l'IGN pour la période actuelle (1950 à aujourd'hui).

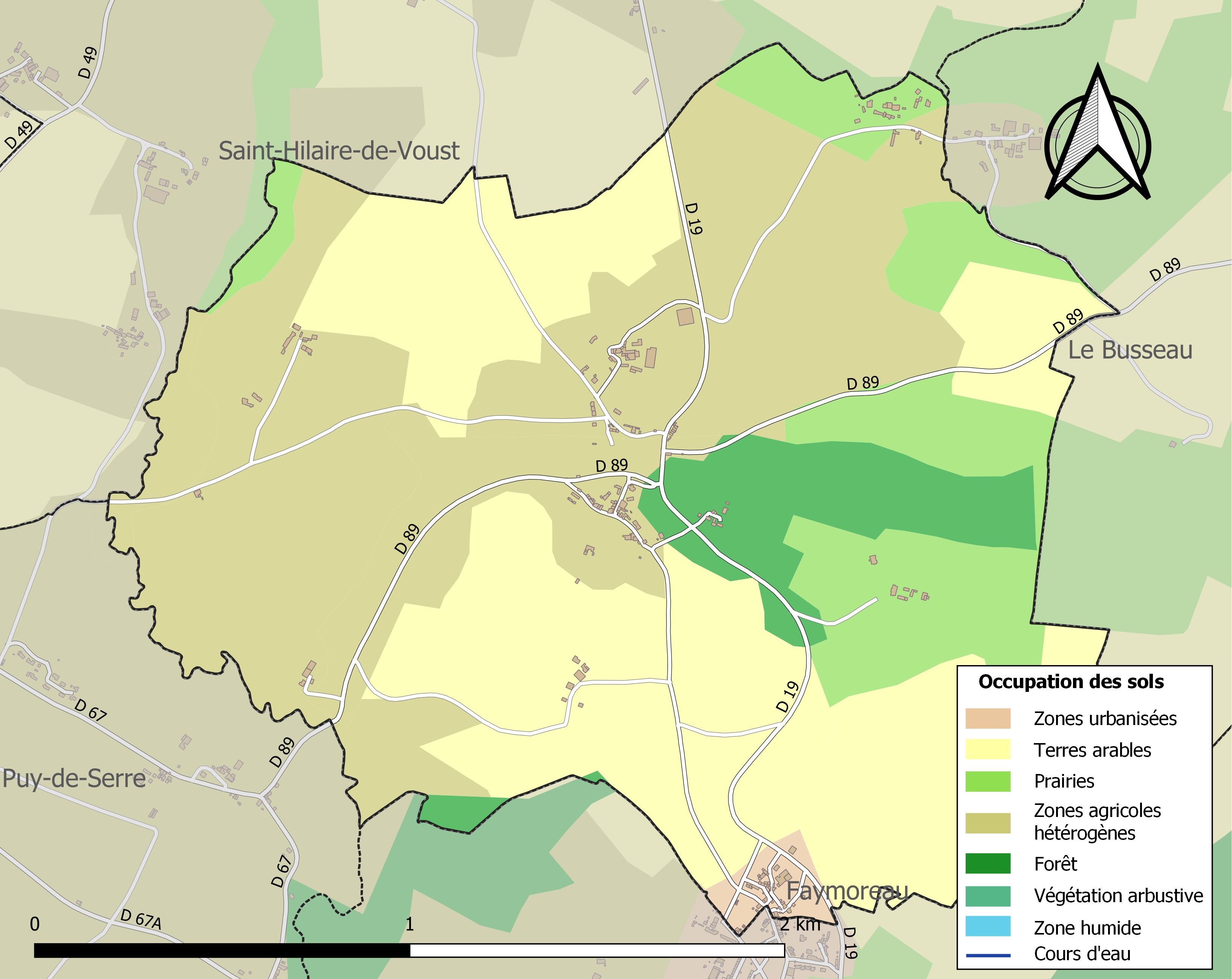
Carte des infrastructures et de l'occupation des sols de la commune en 2018 (CLC).

## Politique et administration

### Liste des maires
| Période                                  | Période                       | Identité            | Étiquette | Qualité                           |
| ---------------------------------------- | ----------------------------- | ------------------- | --------- | --------------------------------- |
| Les données manquantes sont à compléter. |                               |                     |           |                                   |
| 1899                                     | 1919                          | Guy de Chasteigner  |           |                                   |
| 1919                                     | 1929                          | Auguste Baty        |           |                                   |
| 1929                                     | 1935                          | Pierre de Fontaines |           |                                   |
| 1935                                     | 1945                          | Paul Venaut         |           |                                   |
| mai 1945                                 | octobre 1947                  | Louis Métay         | PCF       | Ouvrier mineur                    |
| octobre 1947                             | mars 1964 (décès)             | François Aubineau   |           |                                   |
| 1964                                     | mars 1965                     | Marcel Talbot       |           | Adjoint faisant fonction de maire |
| mars 1965                                | juin 1995                     | Robert Aubineau     |           | Agriculteur retraité              |
| juin 1995                                | mars 2001                     | Francine Court      |           |                                   |
| mars 2001                                | 19 septembre 2006 (démission) | Danièle Chevreau    |           | Retraitée                         |
| 19 septembre 2006                        | 23 mai 2020                   | Geneviève Baty      | DIV       | Secrétaire de mairie retraitée    |
| 23 mai 2020                              | En cours                      | Ghislaine Lesauvage | DIV       |                                   |

## Population et société

### Démographie

#### Évolution démographique
L'évolution du nombre d'habitants est connue à travers les recensements de la population effectués dans la commune depuis 1793. Pour les communes de moins de 10 000 habitants, une enquête de recensement portant sur toute la population est réalisée tous les cinq ans, les populations de référence des années intermédiaires étant quant à elles estimées par interpolation ou extrapolation. Pour la commune, le premier recensement exhaustif entrant dans le cadre du nouveau dispositif a été réalisé en 2004.

En 2022, la commune comptait 124 habitants, en évolution de +12,73 % par rapport à 2016 (Vendée : +5,33 %, France hors Mayotte : +2,11 %).
| 1793 | 1806 | 1821 | 1831 | 1836 | 1841 | 1846 | 1851 | 1856 |
| ---- | ---- | ---- | ---- | ---- | ---- | ---- | ---- | ---- |
| 300  | 158  | 192  | 208  | 213  | 232  | 272  | 251  | 261  |

| 1861 | 1866 | 1872 | 1876 | 1881 | 1886 | 1891 | 1896 | 1901 |
| ---- | ---- | ---- | ---- | ---- | ---- | ---- | ---- | ---- |
| 300  | 330  | 389  | 383  | 366  | 332  | 373  | 404  | 409  |

| 1906 | 1911 | 1921 | 1926 | 1931 | 1936 | 1946 | 1954 | 1962 |
| ---- | ---- | ---- | ---- | ---- | ---- | ---- | ---- | ---- |
| 448  | 368  | 329  | 293  | 266  | 276  | 286  | 224  | 187  |

| 1968 | 1975 | 1982 | 1990 | 1999 | 2004 | 2006 | 2009 | 2014 |
| ---- | ---- | ---- | ---- | ---- | ---- | ---- | ---- | ---- |
| 160  | 130  | 109  | 116  | 102  | 118  | 121  | 116  | 112  |

| 2019 | 2022 | - | - | - | - | - | - | - |
| ---- | ---- | - | - | - | - | - | - | - |
| 123  | 124  | - | - | - | - | - | - | - |

#### Pyramide des âges
En 2018, le taux de personnes d'un âge inférieur à 30 ans s'élève à 28,4 %, soit en dessous de la moyenne départementale (31,6 %). À l'inverse, le taux de personnes d'âge supérieur à 60 ans est de 34,2 % la même année, alors qu'il est de 31,0 % au niveau départemental.
En 2018, la commune comptait 54 hommes pour 65 femmes, soit un taux de 54,62 % de femmes, largement supérieur au taux départemental (51,16 %).
Les pyramides des âges de la commune et du département s'établissent comme suit.
| Hommes | Classe d’âge | Femmes |
| ------ | ------------ | ------ |
| 0,0    | 90 ou +      | 0,0    |
| 10,7   | 75-89 ans    | 9,0    |
| 19,6   | 60-74 ans    | 28,4   |
| 17,9   | 45-59 ans    | 23,9   |
| 19,6   | 30-44 ans    | 13,4   |
| 8,9    | 15-29 ans    | 9,0    |
| 23,2   | 0-14 ans     | 16,4   |

| Hommes | Classe d’âge | Femmes |
| ------ | ------------ | ------ |
| 0,8    | 90 ou +      | 2,2    |
| 8,7    | 75-89 ans    | 11,1   |
| 20,3   | 60-74 ans    | 21,3   |
| 20     | 45-59 ans    | 19,4   |
| 17,5   | 30-44 ans    | 16,8   |
| 15     | 15-29 ans    | 13,2   |
| 17,7   | 0-14 ans     | 16,1   |

## Culture locale et patrimoine

### Lieux et monuments

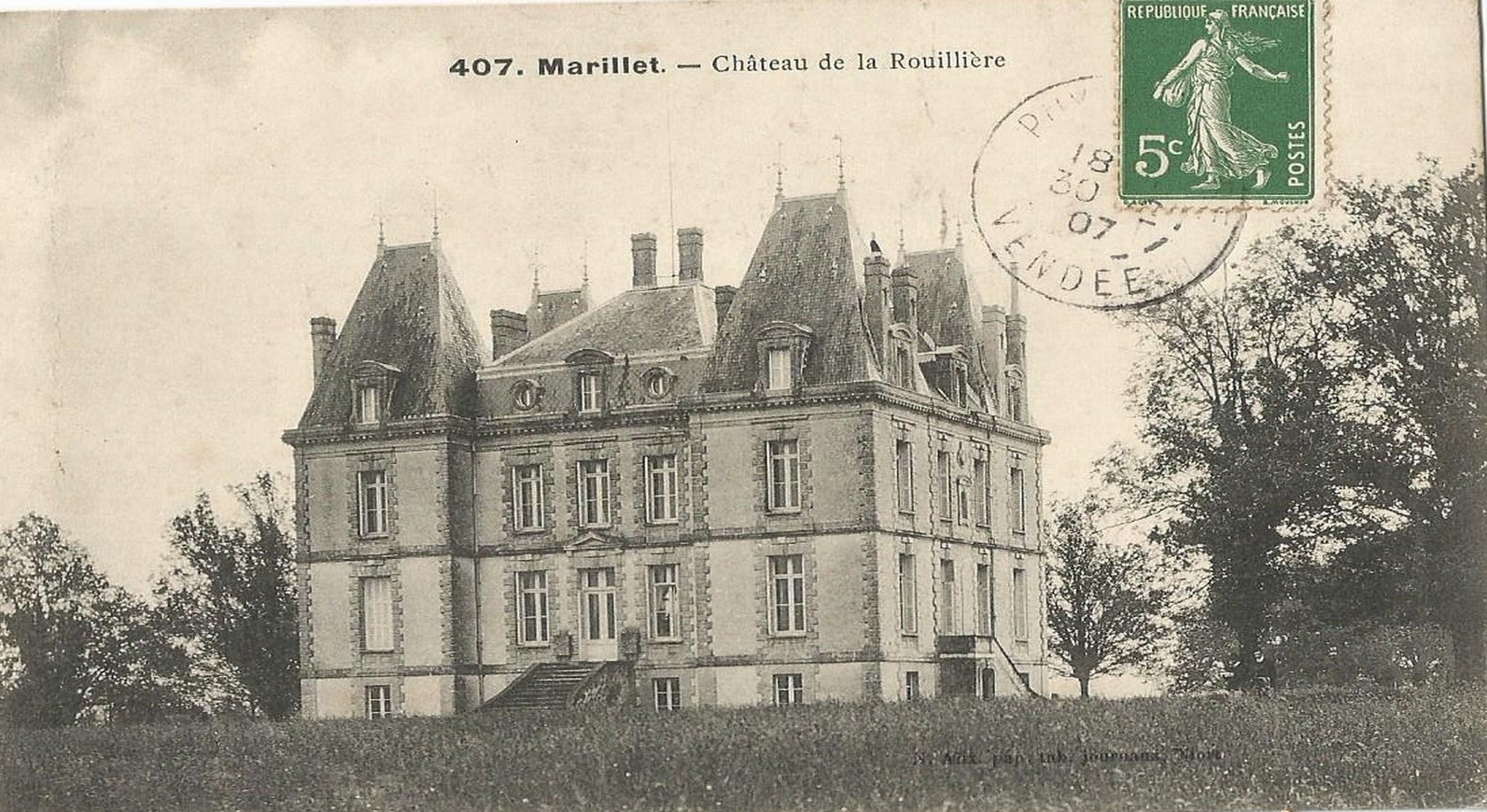
Le château de La Roulière en 1907.

- Église Saint-Pierre.
- Château de Marillet.

### Héraldique
| Blason de Marillet | Blason  | Coupé ondé : au 1er parti au I d'argent à un cœur double, vidé, entravaillé, couronné et croiseté de gueules et au II d'azur à une étoile d'or, au 2d de sinople à deux clés d'argent passées en sautoir.                                                                                    |
| Blason de Marillet | Détails | Le cœur vendéen pour l'appartenance de la commune à la Vendée et l'étoile pour le village étoilé sur fond bleu de la rivière Vendée ; les clés sont attributs de saint Pierre, patron de la paroisse, sur fond vert pour l'agriculture. Création Jean-François Binon, adoptée en avril 2021. |